# Chester Square
Chester Square est une place de la ville de Londres, Royaume-Uni.

## Situation et accès

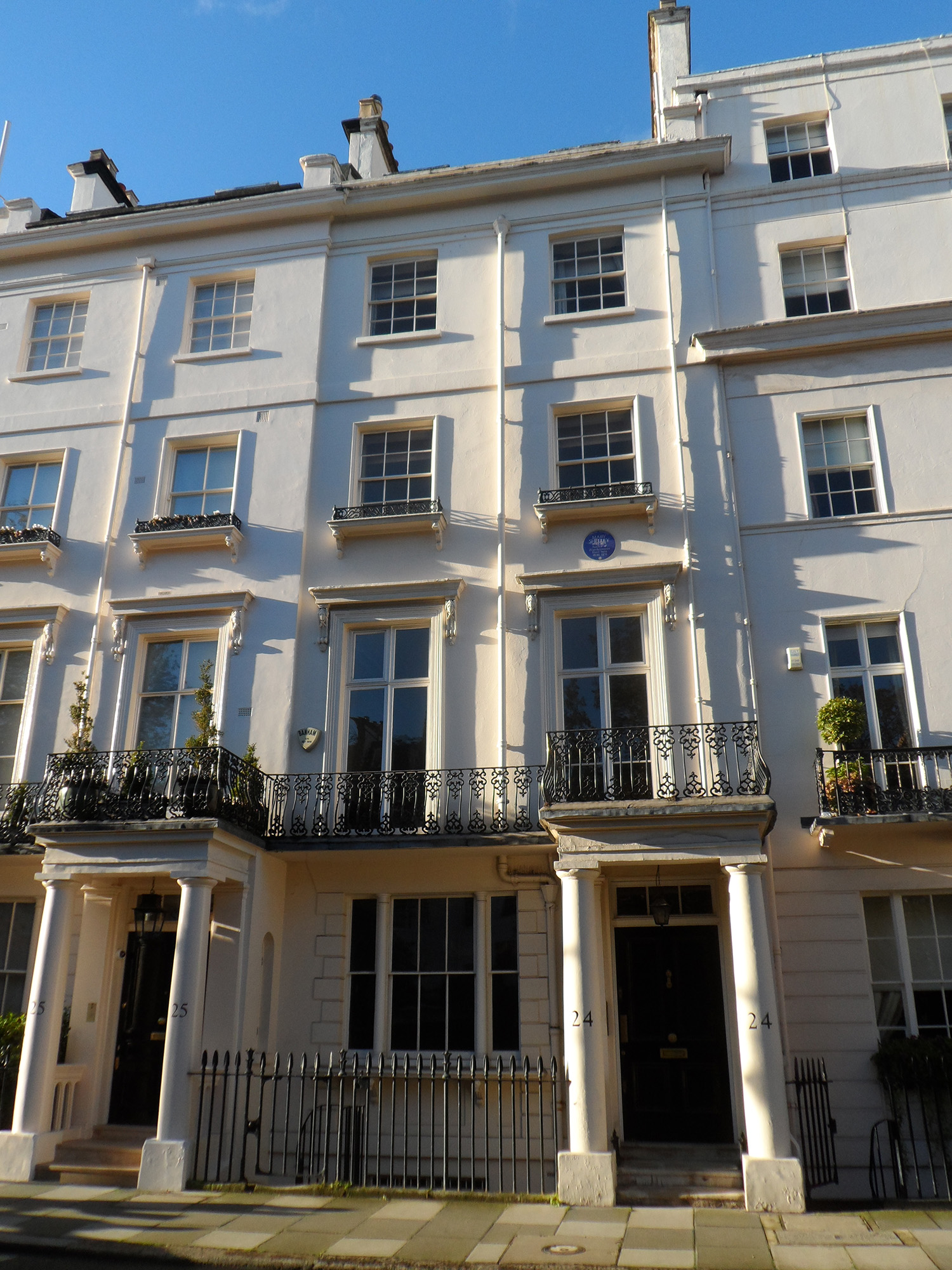
No 24 : dernière demeure de la romancière Mary Shelley.

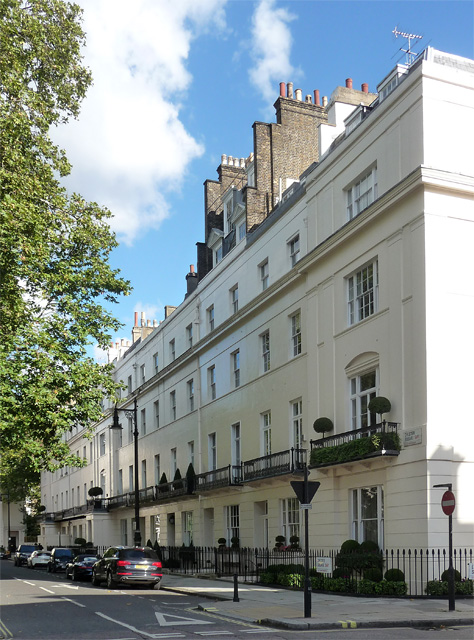
Nos 66-76.

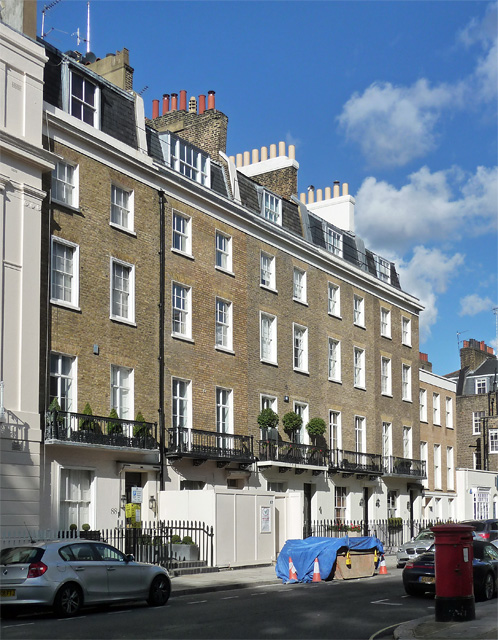
Nos 84-88.

Chester Square est située dans le quartier de Belgravia dans la Cité de Westminster.
Les stations de métro les plus proches sont celles de Sloane Square, desservie par les lignes  Circle  District, et de Victoria, où circulent les trains des lignes  Circle  District  Victoria.

## Origine du nom
La place porte le nom de la ville de Chester, dans le Cheshire, où la famille Grosvenor possédait des biens et dont des membres représentèrent la ville au parlement.

## Historique
La place est aménagée en 1835 par Thomas Cubitt.

## Bâtiments remarquables et lieux de mémoire
De nombreux bâtiments du square sont classés de grade II.
- St. Michael's Church, 1844.

- No 24 : la romancière Mary Shelley (1797-1851), auteur de  Frankenstein , vécut ici les dernières années de sa vie, de 1846 à 1851[3], comme le signale un macaron en façade.

- No 73 : l'ancien Premier ministre britannique Margaret Thatcher (1925-2013) y vécut peu de temps avant son décès[4].

## Personnalités liées au square
- En 2005, l’homme d’affaires et magnat du pétrole russe Roman Abramovitch, deuxième fortune d'Angleterre, y vit dans une maison georgienne de cinq étages[5].

- Le chanteur Mick Jagger et sa compagne de l’époque Marianne Faithfull y ont brièvement vécu ensemble dans les années 1960[6].